# Kreuth
Kreuth er en kommune i Landkreis Miesbach i Regierungsbezirk Oberbayern i den tyske delstat Bayern. Det er en kurby, der ligger ved sydenden af Tegernsee. Kreuth strækker sig med 17 landsbyer og bebyggelser fra Tegernsee gennem den brede floddal til Weißach til landegrænsen til Østrig (Tyrol) beliggende i en højde mellem 800 og 1.800 moh.

## Geografi
Kreuth er den sydligste kommune i Landkreis Miesbach, og byen ligger ca. 25 km fra byen Miesbach, 28 km fra Bad Tölz, 30 km fra Holzkirchen, 60 km fra delstatshovedstaden München og 40 km Jenbach i Tyrol.

## Natur og miljø
I kommunen ligger det fredede område Weißachau.
I den sydlige ende af kommunen ved grænsen til Østrig ligger området Bayerische Wildalm, der er beskyttet under Ramsar-konventionen.